# Mancomunitat de Catalunya
La Mancomunitat de Catalunya va ser una institució activa entre 1914 i 1923/1925 que agrupà les quatre diputacions catalanes: Barcelona, Girona, Tarragona i Lleida. Tot i que havia de tenir funcions purament administratives i que les seves competències no anaven més enllà de les diputacions provincials, va adquirir una gran importància política: representava el primer reconeixement per part de l'Estat espanyol de la personalitat i de la unitat territorial de Catalunya des del 1714.
Va ser presidida per Enric Prat de la Riba (1914-1917) i un cop mort aquest, per Josep Puig i Cadafalch (1917-1923), militants tots dos de la Lliga Regionalista, i es va convertir en un ens bàsic que va contribuir a modernitzar un país. Una de les màximes de Prat de la Riba que defineixen la Mancomunitat fou: «Que no hi hagi un sol Ajuntament de Catalunya que deixi de tenir, a part dels serveis de policia, la seva escola, la seva biblioteca, el seu telèfon i la seva carretera». Després del cop d'Estat de Primo de Rivera, Alfons Sala va presidir-la entre 1923 i 1925.
En general, la Mancomunitat de Catalunya va dur a terme una important tasca de creació d'infraestructures de camins i ports, obres hidràuliques, ferrocarrils, telèfons, beneficència, cultura i sanitat. També va emprendre iniciatives per augmentar els rendiments agrícoles i forestals introduint millores tecnològiques, de serveis i educatives i va potenciar els ensenyaments tecnològics necessaris per a la indústria catalana.

## Context
La bonança econòmica de la segona meitat del segle xix a Catalunya, la Renaixença cultural i el Modernisme van promoure una generació d'intel·lectuals, burgesos i tècnics amb una mentalitat catalana i europeista. Els catalans havien deixat de mirar a Madrid per mirar a París, Londres o Roma, en el que teòrics com Vicente Cacho Viu anomenen un procés d'independència cultural. Era una generació optimista, potent a nivell intel·lectual, polític i econòmic. La Renaixença i el catalanisme van generar corals, centres excursionistes, ateneus, diaris, orfeons, escoles... tot un seguit d'elements que van bastir en la societat civil un fort sentiment catalanista.

## Estructura politicoadministrativa

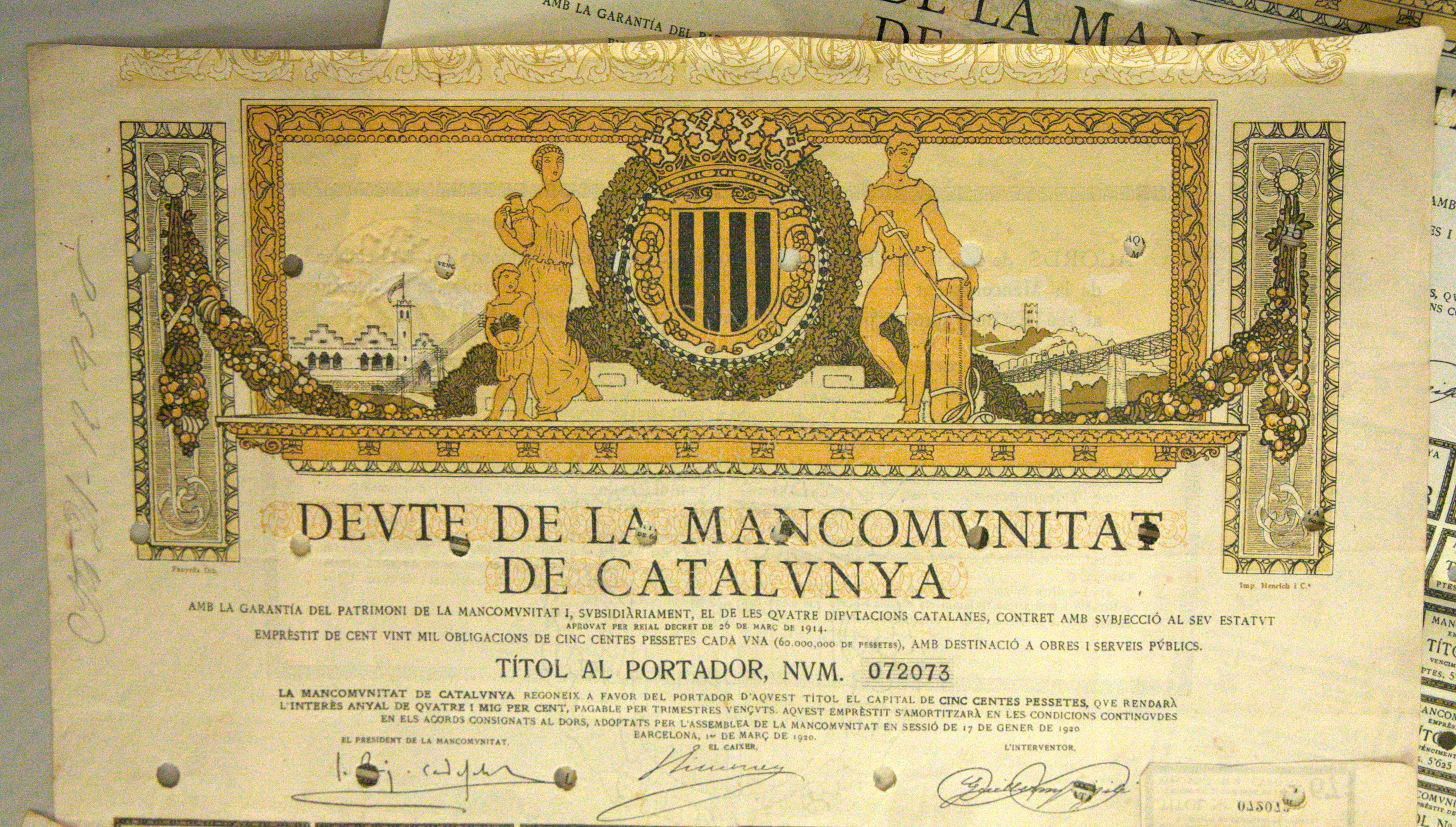
Deute de la mancomunitat de Catalunya, a l'exposició amb motiu del centenari de la Mancomunitat

La institució s'estructurava en tres instruments: la Presidència, el Consell Permanent i l'Assemblea General.
La Presidència de la Mancomunitat, que requeia en la persona que elegissin els membres de l'Assemblea General. El càrrec fou exercit per:
- Enric Prat de la Riba (1914-1917) de la Lliga Regionalista, substituït a la seva defunció.
- Josep Puig i Cadafalch (1917-1924) de la Lliga Regionalista, destituït després del cop d'Estat de Primo de Rivera
- Carlos de Lossada y Canterac (1924), era governador militar i va ser president interí durant el mes de gener de 1924.[7]
- Alfons Sala i Argemí (1924-1925) de la Unión Monárquica Nacional que va ser imposat pel règim colpista fins al desmantellament definitiu de la institució.

El Consell Permanent estava constituït per vuit conselleries més la presidència. Per evitar el centralisme barceloní teòricament havien de recaure a dues persones de cada una de les províncies; i per evitar l'hegemonia política també es va intentar que altres partits a banda de la Lliga s'integressin en aquest «govern», tot i que els regionalistes sempre hi van predominar. Les carteres que es van crear foren: Camins i Ports; Cultura i Instrucció; Agricultura i Serveis Forestals; Beneficència i Sanitat; Obres Hidràuliques i Ferrocarrils; Telèfons; Política Social i Hisenda.
L'Assemblea General era sobirana i aplegava 96 diputats provincials —36 de Barcelona i 20 de cadascuna de les tres restants—, i que es renovava al mateix moment que aquestes —per meitats, cada dos anys, per sufragi universal masculí, a raó de quatre diputats per partit judicial. La seva acció política va estar regida pel consens entre les diferents orientacions presents, fossin o no catalanistes.
Foren elegides sis assemblees generals: l'abril de 1914, març de 1915, març de 1917, juliol de 1919, juny de 1921 i juny de 1923. La III Assemblea General, el 1917, estava composta per 36 monàrquics dinàstics (23 liberals, 9 conservadors i 4 maurins), 28 de la Lliga, 23 republicans, 6 carlins, 2 reformistes i 1 independent i la VI i darrera, el 1923, 38 catalanistes (27 de la Lliga i 11 d'Acció Catalana), 29 monàrquics, 21 republicans (15 del Partit Republicà Català i 6 radicals lerrouxistes) i 8 de diverses, menors, adscripcions polítiques, mostrant doncs, la institució, una gran estabilitat política.

### Fonaments legals
La Mancomunitat de Catalunya no va néixer de cap pacte ni cap reconeixement del Govern espanyol envers Catalunya, sinó de la voluntat intrínseca dels catalans que van aprofitar al màxim les possibilitats que preveia el marc normatiu espanyol general. A banda de la Llei Reguladora de les Províncies de 28 d'agost de 1882, fou un decret de 1913 del Govern d'Eduardo Dato el que va permetre que les diputacions que volguessin s'agrupessin per fer més eficients llurs serveis administratius. Les quatre diputacions catalanes foren les úniques que van utilitzar aquesta possibilitat. La Mancomunitat no va tenir mai més funcions que les que tenien les mateixes diputacions; tot i les aspiracions catalanes de superar-les per assolir una futura autonomia.

## Història

### Antecedents
El 1833 l'Estat espanyol es va dividir en províncies. A final del segle xix el catalanisme va anar agafant cada cop més força arreu del territori català, i va incrementar la seva demanda de competències al Govern espanyol. El 1882, Valentí Almirall va fundar el Centre Català. Pocs anys després, el 1892, es van aprovar les Bases de Manresa, on es proposava una constitució regional catalana. El 1898 un grup de corporacions barcelonines van demanar a la reina regent Maria Cristina que es creés una diputació única amb un concert econòmic determinat. El catalanisme creixia de manera progressiva i sense aturador.
A principi del segle xx, el 1901 la Lliga Regionalista va obtenir la primera victòria electoral. I el 1907 va guanyar la coalició de Solidaritat Catalana. Prat de la Riba va aprofitar aquesta onada catalanista per arribar a ser president de la Diputació de Barcelona, des d'on ocuparia una posició de força per poder negociar, juntament amb Cambó, la creació d'un sistema de mancomunitats de províncies. El Govern espanyol s'hi va oposar completament, i més encara arran dels fets de la Setmana Tràgica de 1909.

### Procés de sol·licitud

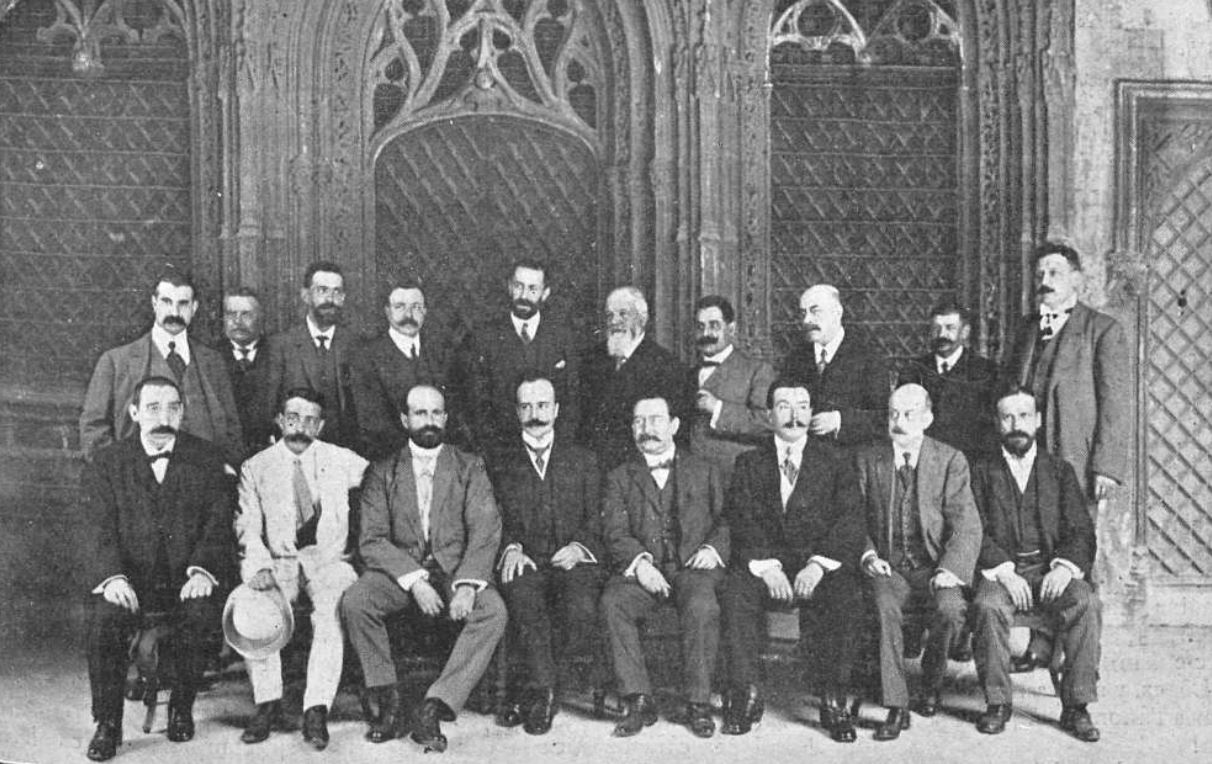
Parlamentaris que defensaren el projecte de Mancomunitat (1911)

A partir de la constitució de la Diputació de Barcelona el maig de 1911 es començà a pensar en la reconstitució de la personalitat catalana regida per una diputació única, una idea impulsada pel diputat Manuel Folguera. Després d'aconseguir el suport de la resta de diputacions, es van redactar les bases del projecte comunitari, que es va aprovar l'octubre, i el 8 de desembre de 1911 els quatre presidents de les diputacions catalanes les presentaren al president del Govern espanyol, José Canalejas, qui els va confirmar que ni ell ni el seu Partit Liberal no s'oposarien a la proposta, tot i que havia de passar per les Corts.
La Lliga Regionalista va recuperar Francesc Cambó a l'escena política, qui fou elegit diputat el març de 1912, a fi que encapçalés la defensa de la proposta comunitària en l'àmbit parlamentari. El projecte va tenir l'oposició dels conservadors i lerrouxistes, però també de les faccions liderades per Segismundo Moret i Alcalà-Zamora dins el Partit Liberal.
Tot i això, l'interès de Canalejas per estar a bé amb els catalans va fer que tirés endavant i el projecte que es va aprovar a la Cambra Baixa el 17 d'octubre de 1912 amb l'abstenció de conservadors i lerrouxistes i el vot en contra dels moretistes i el grup d'Alcalà-Zamora. Però tan sols un mes després, el 12 de novembre, Canalejas va morir assassinat i el president Romanones va aturar el seu pas al Senat.
El juny de 1913 es va reactivar el procés en començar el debat al Senat, però la dimissió de Romanones l'octubre va deixar un buit de poder i les Corts dissoltes.
Davant la nova paralització, a Catalunya s'organitzen tres «diades regionalistes», uns actes reivindicatius de caràcter popular, als municipis de Falset, Cornudella de Montsant i Santa Coloma de Queralt. També es va organitzar un plebiscit entre els 1.073 ajuntaments catalans sobre la Llei de Comunitats, amb un suport de 1.016 d'ells que representaven el 95,7% de la població. El 24 d'octubre, la Lliga Regionalista va organitzar, junt amb els nacionalistes republicans, una Assemblea Catalana amb presència de tots els partits catalans i una manifestació popular a Barcelona amb l'assistència de 60.000 persones. Tres dies després va prendre possessió Eduardo Dato com a president espanyol, i Prat de la Riba li va comunicar immediatament el resultat de la votació municipal. Tot seguit, els diputats regionalistes Cambó, Abadal i Duran i Ventosa es van reunir amb José Sánchez Guerra, ministre de Governació, per proposar-li una aprovació via decret i així evitar un risc d'aldarulls populars. Els catalans van redactar una proposta de decret, i el Consell de Ministres va aprovar el 18 de desembre de 1913 el reial decret que autoritzava la mancomunació de les províncies espanyoles, tot i que tan sols es va desplegar a Catalunya. El següent pas fou la promulgació del reial decret d'aprovació de l'estatut, pel qual es regia la Mancomunitat de Catalunya, el 26 de març de 1914.

### Constitució

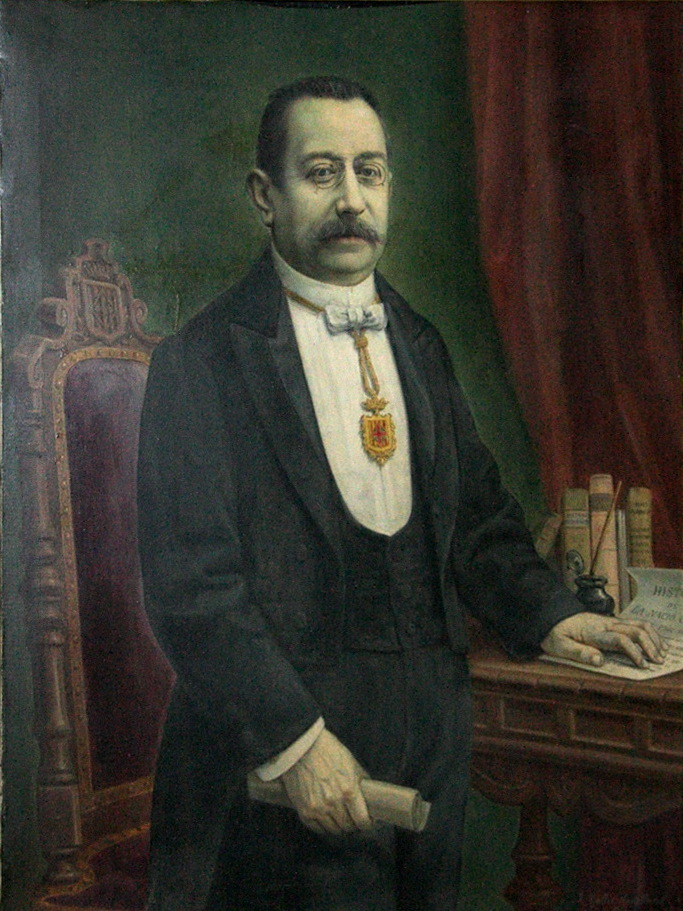
Enric Prat de la Riba, primer president de la Mancomunitat de Catalunya

La llarga demanda històrica dels catalans per federar les quatre diputacions significava, en cert sentit, un retorn de la capacitat de la gestió administrativa de les antigues Corts Catalanes. La Mancomunitat naixia com una solució a la ineptitud d'un Estat i el descontentament de les forces vives i de la població. El sentit finalista i polític dels creadors era construir els fonaments d'una societat amb instruments modernitzadors que el mercat i sobretot l'Estat no proveïa, i que eren del tot necessaris per garantir el desenvolupament de la societat. La rellevància d'aquesta institució fou que va començar una etapa nova de la vida política contemporània catalana.
Després del llarg procés d'aprovació, la Mancomunitat de Catalunya es va formar el 6 d'abril de 1914. En una solemne Assemblea general dels 96 diputats provincials reunida a l'actual Palau de la Generalitat de Catalunya es va elegir Enric Prat de la Riba com a primer president. Era el president de la Diputació de Barcelona i l'inspirador del nou projecte que havia sabut unir els esforços de grups i persones diverses. Tot i que la protagonista política fou la Lliga Regionalista, cal tenir en compte que sense el suport tant del catalanisme republicà d'esquerres com dels catalans dels partits dinàstics espanyols no s'hauria aconseguit la unanimitat que en va permetre l'aprovació. En el discurs inaugural Prat de la Riba va destacar la importància del que s'havia aconseguit, recordant que feia dos-cents anys que Catalunya havia perdut l'autogovern:
| «                 | La Mancomunitat clou un període que comença amb la caiguda de Barcelona, amb el Decret de Nova Planta […] i n'inicia un altre, que és el demà [...] | » |
| — Prat de la Riba | |   |

Prat de la Riba, però, també fou sincer en el discurs inaugural, reconeixent que la Mancomunitat era una concessió simbòlica: «L'Estat, autoritzant les províncies a mancomunar-se, no s'ha desensenyoriat de res, no ha traspassat a la comunitat cap de les funcions que congestionen l'Administració central. La Mancomunitat, que com a personalitat és tot, com a poder no és res».
Unes paraules fruit de l'abast autoritzat pel Govern espanyol: «para fines exclusivamente administrativos que sean de la competencia de las provincias», una concessió clarament insuficient, sense capacitat legislativa ni la desaparició de les diputacions, encara que d'un gran simbolisme perquè es reconeixia la unitat administrativa de Catalunya per sobre de l'estructura provincial espanyola de 1833.

### Període Prat de la Riba (1914-1917)
El primer president va ser Enric Prat de la Riba, fins aquell moment president de la Diputació de Barcelona. El programa de govern es basava en l'ideari noucentista del moment, que propugnava la modernització i civilització de Catalunya. Era un catòlic practicant amb força vinculació amb la jerarquia eclesiàstica, partidari de l'autoritat, la vida tradicional i la família, defensor de la propietat i de l'ordre convencional, en resum: un conservador; però llur projecte de modernització i voluntat de llibertat el diferenciaven de la vella dreta oligàrquica espanyola, i també es distingia per insistir en la presa de consciència dels catalans com a col·lectiu, tasca que va practicar sempre des d'una òptica més nacional que no pas partidista. Precisament al recer de la seva obra van créixer diverses generacions dels futurs polítics catalans.
Va crear les noves institucions necessàries que havien d'executar la política de modernització tant de l'educació com de l'economia catalana: va fundar i potenciar l'Institut d'Estudis Catalans (que volia agrupar els acadèmics més importants del país), la Biblioteca de Catalunya, l'Escola de Bibliotecàries, l'Escola Superior d'Agricultura, la Universitat Industrial i l'Escola del Treball. Paral·lelament la Mancomunitat va dedicar la major part del seu pressupost a fer diverses obres públiques d'infraestructures clau pel futur del país. I seguint l'exemple europeu es crearen alguns serveis d'assistència social. Aquests èxits es van poder assolir en un context de prosperitat econòmica.
Durant 1917, el seu darrer any de mandat (fins que va morir a l'agost), la situació política espanyola estava en crisi: el govern de García Prieto havia d'enfrontar-se a les Juntes Militars de Defensa, una mena de sindicat de comandaments que tenia un nucli radical precisament a Barcelona, i en no suportar la pressió va dimitir deixant pas al conservador Eduardo Dato, que com que estava en minoria, mantingué les Corts tancades i no va gosar convocar eleccions a causa de l'agitació social existent. Pel que fa a Catalunya, l'índex de conflictivitat laboral del 1916 es va multiplicar per onze respecte al de 1915,i s'agreujaria durant l'època del pistolerisme.

### Període Puig i Cadafalch (1917-1923)
A la mort de Prat de la Riba va ocupar la presidència l'arquitecte i polític Puig i Cadafalch qui havia estat el col·laborador més estret de Prat de la Riba. Si aquest havia estat l'estrateg i dissenyador de la transformació, el nou president havia actuat sovint com l'executor i gestor dels projectes. No obstant això, Puig i Cadalfach no tenia la força ideològica ni el carisma personal del seu antecessor, i a més a més va viure en un context d'auge de la conflictivitat social que el feu reaccionar aferrant-se als principis més conservadors. Durant el mandat va continuar les diverses iniciatives de l'etapa anterior.

#### Projecte d'estatut d'autonomia
Va viure moltes dificultats per controlar el catalanisme més reivindicatiu (que de fet creixia fruit dels propis èxits de la Mancomunitat) i que aspirava a una autonomia plena i no a una mera descentralització administrativa. Aquestes ànsies es varen amplificar en acabar la Primera Guerra Mundial, la qual havia comportat la independència de nacions com ara Lituània, Letònia i Islàndia. Puig i Cadafalch va abordar aquesta qüestió tot emmirallant-se en el principi d'autodeterminació recollit en un dels catorze punts de Wilson.
Cercant estabilitat en la política espanyola, la Lliga Regionalista es va implicar amb el govern monàrquic de Dato el 1918 posant-hi Francesc Cambó com a ministre, sense demanar res a canvi (tot i que preparava un Projecte d'Estatut d'Autonomia). Paral·lelament el partit estava fent un gir per a esdevenir un partit clarament de dretes. En canvi el nacionalisme estava vivint l'emergència des del catalanisme més alternatiu d'una nova figura agitadora: Francesc Macià. En aquest context l'Assemblea General va aprovar una proposta d'Estatut d'Autonomia per a Catalunya el 25 de gener de 1919, i dies després Cambó va defensar-la en unes Corts espanyoles que l'esbroncaren, completament oposades a la idea. La continuada inestabilitat social, amb exemples com la vaga de la Canadenca, van acabar portant al tancament de la sessió de corts el 27 de febrer i la caiguda de l'efímer govern de Romanones l'abril de 1919.

### Dissolució i dictadura (1923-1925)
A començament dels anys 1920 es va incrementar la reivindicació catalanista i, en paral·lel, es va aguditzar el pistolerisme i la inestabilitat social, uns fets que van provocar la reacció militar i la consegüent Dictadura de Primo de Rivera.
Poc després del cop d'Estat del general Primo de Rivera de setembre del 1923, el dictador va fer públic que per resoldre les reivindicacions catalanistes havia decidit acabar amb el exclusivismo malsano de què gaudia Catalunya, malgrat que la Mancomunitat estava prevista per la legislació espanyola. El 29 de gener de 1924 el Govern de la Mancomunitat va ser destituït. Durant uns dies el càrrec de president va estar ocupat interinament pel governador militar Carlos de Lossada, fins que l'anticatalanista Alfons Sala, de la Unión Monárquica Nacional, fou imposat per Madrid com a president definitiu de la Diputació de Barcelona, amb l'objectiu d'espanyolitzar la Mancomunitat i buidar-la de contingut. A partir d'aquest moment tota l'activitat de la institució es va aturar, s'acabaren totes les mostres de catalanisme, es van deixar de seguir els exemples europeus de governança, i la d'investigació científica fou eliminada.
Un decret va dissoldre les diputacions provincials i també va cessar els diputats elegits per sufragi universal, mentre facultava els governadors civils per designar-ne a dit els nous membres. Finalment la Mancomunitat fou suprimida el 20 de març de 1925 amb l'establiment de l'Estatut Provincial, ja que el dictador Primo de Rivera considerava que la institució «ayudava a deshacer la gran obra de unidad nacional».

### Resum cronològic
- 1907 — La Diputació de Barcelona, sota la presidència d'Enric Prat de la Riba, crea l'Institut d'Estudis Catalans.
- 1914 — Constitució de la Mancomunitat de Catalunya. Inauguració de la Biblioteca de Catalunya.
- 1917 — La Lliga Regionalista encapçala el moviment de l'Assemblea de Parlamentaris. Amb la mort de Prat de la Riba, Josep Puig i Cadafalch esdevé president de la Mancomunitat. La Lliga Regionalista entra per primer cop al Govern de l'Estat.
- 1918-1919 — Campanya a favor de l'autonomia de Catalunya.
- 1923 — El setembre el capità general de Catalunya Miguel Primo de Rivera instaura la dictadura militar amb el vistiplau d'Alfons XIII. Puig i Cadafalch marxa a l'exili.
- 1924 — El general Lossada és nomenat president interí de la Mancomunitat i, dins d'una política de repressió del català ordenada per Primo de Rivera, prohibeix el català a tot l'ensenyament públic tot implantant el castellà a les escoles professionals i de primària creades per la Mancomunitat.[22] Posteriorment el substitueix Alfons Sala, comte d'Egara.[23]
- 1925 — La dictadura dissol la Mancomunitat.[3]

## Obres

### Construcció d'infraestructures
- Carreteres: Tot i les demandes catalanes, el Govern espanyol no va millorar la xarxa catalana de carreteres i camins, que es trobaven en una situació molt precària a principi del segle xx. La Mancomunitat no va arribar a construir totes les carreteres que eren necessàries, però sí que en va deixar feta la planificació que es desenvoluparia al llarg dels cent anys següents: el 1935 la Generalitat continuava aquesta tasca publicant el Pla d'Obres Públiques de Catalunya; per exemple l'Eix Transversal fou projectat ja per l'enginyer de la Mancomunitat Victorià Muñoz, però no es va construir fins a final de segle.[24]

- Ferrocarrils: També la xarxa ferroviària era insuficient a principi de segle. A més patia el greuge que solament era finançada per capitals privats (mentre que a la resta de l'Estat rebia subvencions).[24] L'any 1918 la Mancomunitat va crear la Secció de Ferrocarrils Secundaris amb Esteve Terradas com a director.[25] Més tard es van constituir els Ferrocarrils de la Mancomunitat de Catalunya per construir el Ferrocarril Metropolità Transversal de Barcelona: que fou inaugurat finalment el 1926, i que des de Sant Andreu fins a l'Hospitalet connectava les diverses línies de ferrocarrils que arribaven a la capital. També es volia construir diverses línies secundàries a diversos punts de Catalunya que no quedaven coberts per la xarxa existent, però aquesta tasca no es va arribar a completar a causa de l'inici de la Dictadura de Primo de Rivera.[26]

- Telefonia: El 1914 només 38 dels més de mil municipis catalans tenien telèfon, que era proveït per diverses companyies privades, així que les comunicacions a distància majoritàriament encara es feien per carta o telègraf, allí on n'hi havia.[27] El 1916 la Mancomunitat va encarregar la Secció de Telèfons a Esteve Terradas amb la missió d'expandir la xarxa telefònica. Ell va impulsar l'ampliació de la xarxa de telèfon al llarg i ample del país amb l'expressa voluntat d'arribar a tot el territori, dotant d'aquest aparell a tots els pobles propers a les línies per petits que fossin. També va coordinar les tres empreses existents en aquell moment per tal de garantir la gestió holística de la xarxa i començar a fer-ne un servei públic: es van comprar línies existents, i se'n van construir més de 5.000 km de noves.[27] El 1922 405 municipis disposaven de servei telefònic;[28] i el 1924 va establir la primera central automàtica a Balaguer. A l'iniciar-se la Dictadura l'Estat expropià a la Mancomunitat la xarxa de la ciutat de Barcelona, que era la part més rendible i amb la qual es finançava la resta del territori. La Mancomunitat es va quedar llavors només amb la de les zones deficitàries fins que el 1925 l'Estat també la va expropiar, i aleshores va regalar el monopoli total de l'explotació telefònica a la companyia Telefónica Nacional de España (llavors filial de l'empresa nord-americana National Telephone and Telegrah),[12] que de totes maneres fou dirigida per Esteve Terradas. L'Estat va encarregar-li la fabricació a Madrid d'un nou tipus d'equip telefònic més modern que el produït a la fàbrica Bell de Barcelona.[27]

- Zones Franques: Amb l'esclat de la Primera Guerra Mundial, Enric Prat de la Riba convocà els parlamentaris i les corporacions empresarials i municipals catalanes per reclamar que el Govern espanyol prengués mesures econòmiques davant la restricció del crèdit i les dificultats d'importació.[29] Aquesta campanya es formalitzà en una Assemblea al Saló de Cent de la Casa de la Ciutat de Barcelona presidida per l'alcalde Antoni Martínez i Domingo amb la participació de Prat de la Riba, Cambó, Lerroux, Coromines, el comte de Caralt i Josep Roig i Bergadà.[29] Alhora, també es va crear la comissió municipal pro Zones Franques per tal que el Port de Barcelona fos una zona de comerç neutral tant pels Aliats com per les Potències Centrals.[29]

| « | La neutralitat va beneficiar extraordinàriament l'economia catalana i fou una de les bases d'una nova arrencada de la indústria. Barcelona es converteix en una gran ciutat internacional, on canvien els costums i les modes, i a la qual van a parar espies, desertors i gent que fuig del conflicte. És l'inici d'una Barcelona cosmopolita, més europea i més moderna. La Gran Guerra canvia mentalitats, comportaments, estratègies polítiques. | » |
| — Josep Termes. De la Revolució de Setembre a la fi de la Guerra Civil (1868-1939) (Edicions 62, 1999), p. 269 | |   |

- Aviació comercial: Després del primer vol experimental Barcelona-Palma del 1916, es va evidenciar que es podien comunicar destinacions llunyans en poca estona. Per tal de fomentar el sorgiment de rutes estables, el 1923 la Mancomunitat va facilitar la construcció de l'Aeròdrom Canudes, que amb el temps va acabar sent l'actual aeroport del Prat.[31]

### Modernització de l'educació primària
Una de les principals prioritats de la Mancomunitat era la millora del sistema d'ensenyament en totes llurs etapes per tal d'alfabetitzar i formar la societat. A Catalunya ja eren presents les idees de l'escola nova, introduïdes gràcies a diverses iniciatives particulars (Bardina, Martorell, Flos, Galí, Sensat, Vergés…), divulgades per l'APEC o la FMNC, i fomentades des de diversos ajuntaments (per exemple el Pla de Construccions Escolars de Barcelona). El 1913 la Diputació de Barcelona ja havia creat el Consell de Pedagogia, que passaria després a mans de la Mancomunitat. Aquest consell va estudiar les diverses propostes pedagògiques que sorgien en altres països per tal d'aplicar-les a Catalunya, com per exemple el curs d'economia domèstica per a dones, i va mostrar un interès especial pel mètode de la pedagoga italiana Maria Montessori. Els principals directius del Consell d'Investigacions Pedagògiques foren Eugeni d'Ors, Eladi Homs (primer secretari) i Alexandre Galí (segon secretari).
- Escoles: Des del Consell, el 1915 la Mancomunitat va crear la seva primera Escola Montessori a la Casa de la Caritat, i immediatament el seu mètode el comencen a adoptar altres escoles. L'acceptació fou tan gran que la mateixa Maria Montessori va residir temporalment a Barcelona per tal de formar promocions de nous mestres.[33][32] Des de la Mancomunitat es creen quatre escoles noves, una a cada província: a La Masó, els Torms, Pala-saverdera i a Sant Llorenç Savall. També publicà els llibres que s'hi havien de fer servir.[33] La llengua instrumental d'aquestes noves escoles era, per primera vegada, la catalana. Aquesta tasca, tot i que minsa, va tenir una important funció exemplificant per a la resta d'escoles del país.

- Formació de mestres: Cal tenir present que la realitat majoritària de l'educació a Catalunya era molt diferent del projecte particular de la Mancomunitat: la major part del sistema educatiu el componien les escoles públiques del Govern espanyol i les privades religioses. Eren deficients i en llengua castellana, i sovint usaven la metodologia tradicional basada en la memòria. La Mancomunitat no tenia les competències ni els diners per regular tot un sistema educatiu ni per construir-ne un de nou (d'aquí que creés només cinc escoles de propietat) i per aquest motiu es va concentrar en la formació dels nous mestres per l'escola nova i catalana del nou segle: El 1914 el consell va crear les Escoles d'Estiu per garantir la formació permanent dels mestres en actiu.[34] El 1919 va crear un cicle sencer de tres anys, els Estudis Normals, per formar aquells que ja havien passat per l'escola oficial de mestres en les matèries de llengua, història, geografia i cultura catalanes. A més a més la Mancomunitat pagava a les escoles normals estatals perquè tinguessin càtedres lliures de llengua catalana.[32] A partir del 1915 el Consell va començar a publicar la revista Quaderns d'Estudi que contenia articles sobre la modernització de l'educació, didàctica de les ciències, psicologia infantil... I a partir del 1922 s'hi adjuntava el Butlletí dels Mestres de suplement.[32]

### Modernització de la formació tècnica-industrial
Els esforços de la Mancomunitat foren molts i variats per tal de millorar la qualitat i el nombre de tècnics de grau mitjà, en un context en què la indústria catalana encara havia de fer la Segona Revolució Industrial consistent en l'electrificació i la diversificació econòmica. Tot i les demandes fetes des de Catalunya, el Govern espanyol no havia invertit recursos en aquesta necessària formació tècnica. Per aquest motiu, ja el 1904 la Diputació de Barcelona, l'Ajuntament, Foment del Treball i altres entitats van fundar el patronat d'una nova Universitat Industrial, i el 1905 compraren els terrenys de la fàbrica Batlló per construir-hi un gran campus. Al llarg dels anys s'hi van construir les diverses institucions formadores, i a partir del 1917 entren al patronat les escoles tècniques de diversos municipis: Canet, Sitges, Terrassa, Mataró, Badalona, Vilanova, Sabadell i Manresa. A partir d'aquesta data també s'iniciaren els diversos cursos per correspondència. Totes les classes es feien en català.
Al recinte de la Universitat Industrial cronològicament s'hi van obrir les escoles següents:
- Escola de Directors d'Indústries Tèxtils (1909)
- Escola de Directors de Blanqueig, Tintoreria, Estampació i Acabats (1913)
- Escola d'Adoberia de pells (1913)
- Escola Elemental del Treball (1913, trasllat i separació de l'Escola d'Enginyers Industrials). Fou la primera escola-taller vespertina que formava treballadors joves en diverses especialitats. Dirigida per Josep A. Barret i després per Rafael Campalans.[36]
- Institut de Química Aplicada (1915)
- Escola de Directors d'Indústries Químiques (1916).[37]
- Escola de Directors d'Indústries Elèctriques (1917), dirigida per Esteve Terradas i l'Institut d'Electricitat Aplicada (1917).
- Escola d'Alts Estudis Comercials (1918)
- Institut d'Orientació Professional (1918), dirigit per Georges Dwelhauvers.
- Escola d'Indústries Mecàniques (1919), que s'acabaria fusionant amb l'anterior
- Laboratori General d'Assaig i Condicionament (1921/23), recolzava la indústria catalana a través d'anàlisis, proves, recerca científica i certificacions.[36][37]

Aquestes institucions, i d'altres també situades en aquest campus, sumaven setze escoles especialitzades creades per la Mancomunitat, que plegades sumaven uns 2.000 alumnes presencials, mentre que la Universitat de Barcelona de l'època en tenia 1.800. Tant els directius com el professorat d'aquest sistema formatiu eren professionals i científics escollits independentment de llur afiliació política, una actitud preconitzada pel mateix president Prat de la Riba i continuada pel president Puig i Cadafalch.

### Modernització agropecuària i la seva formació
A principi del segle XX la major part de la població activa catalana, més d'un 40%, treballava encara al sector primari. En canvi la política del Govern espanyol en aquest àmbit era pràcticament inexistent. Les accions de la Mancomunitat foren nombroses i diverses:
- Escola Superior d'Agricultura: Es va crear el 1911 al recinte de la Universitat Industrial per formar tècnics professionals, amb l'ajuda d'una granja experimental a Caldes de Montbui. Primer dirigida per Josep Maria Valls i a partir del 1919 per Carles Pi i Sunyer. A més a més la mateixa Escola hi havia uns laboratoris per donar suport a pagesos i ramaders a través de l'anàlisi de mostres (entre 1919 i 1923 se'n feren 3.386) i l'assessorament tècnic.[36][41] Molt populars foren els 66 cursos territorials organitzats per l'Escola adreçats a la pagesia catalana, i utilitzant camps cedits pels mateixos pagesos per a experimentació. A més va fer diverses campanyes contra les plagues.[36][41]

- Va fomentar molt activament les cooperatives agràries (també anomenades «sindicats») a Catalunya per tal d'enfortir les comunitats locals de pagesos. En diversos casos facilitaren la seva creació a través de la Caixa de Crèdit Comunal que concedia préstecs per tal de construir cellers o molins d'oli. Aquestes entitats permetien que els productors d'un lloc poguessin transformar i vendre els seus productes de manera conjunta, fet que els permetia marcar un preu determinat. A més a més podien comprar a l'engròs (a un preu més barat) els nous fertilitzants i pesticides, que permetien millorar els camps intensius i, per tant, la competitivitat. Cal tenir en compte que a principi del segle XX diversos productes agrícoles ja depenien dels preus marcats en un mercat mundial, que tendia a abaixar-los.[41]

- Concursos de ramaderia: Aquestes 40 fires organitzades per la Mancomunitat, que donava els diners pels diversos premis de cada concurs, cercava l'objectiu de millorar els ramats catalans a través d'aquest senzill procés de selecció dels millors exemplars.[41]

- 1a exposició de maquinària agrícola, a Raïmat, i el 1r concurs de tractors, a Lleida, el 1921.[41]

Una de les iniciatives no reeixides de la Mancomunitat fou la d'intentar canviar la dura situació provocada pel tradicional contracte emfitèutic de la rabassa morta. El problema fou analitzat per l'Oficina d'Estudis Jurídics per tal de facilitar l'accés a la propietat de la terra a aquells pagesos rabassers que l'estaven treballant des de feia dècades (fins i tot des de feia generacions). Però la manca de competències i de poder legislatiu va fer impossible d'aplicar cap reforma agrària, i aquest conflicte acabaria esclatant amb molta duresa durant la Guerra Civil.

### Conservació dels boscos i millora forestal
L'escenari forestal que es troba la Mancomunitat és la de grans superfícies de terreny desarbrats, mancant una protecció del sòl enfront de l'erosió i en la regulació del règim hídric dels corrents d'aigües. Un cercle viciós que intensifica l'erosió i l'empobriment dels sòls i el règim d'avingudes de multitud de rius i torrents. Per això s'inicià:
- Es dota d'un Servei Forestal propi amb la finalitat de reforestar les forests desarbrades, experimentant amb noves tècniques i espècies.
- Reforçar l'obstinació a conservar el bosc, iniciant les accions per preservar espais naturals al territori. La Mancomunitat va encarregar un seguit d'estudis, arran de la llei espanyola de parcs nacionals de 1916, per valorar la necessitat d'implantar parcs nacionals a Catalunya. Entre les diverses opcions estudiades hi va ser la del Montseny, per crear el Parc Nacional del Montseny. La irrupció de la Dictadura va interrompre el procés per fer-ho, tasca que va continuar la Diputació de Barcelona, aconseguint la creació del Patronat del Montseny el 15 de setembre de 1928 i l'inici de la protecció de l'espai.[42]
- A través de l'Oficina d'Estudis Jurídics, es publicà:[43]
  - Al 1920, el Costumari Català d'Usos i Costums de Bon Pagès sobre Boscos i Arbredes que es crea durant aquest període. Es difon els costums recollits directament de propietaris, terratinents, masovers, parcers, arrendataris i pastors, entre d'altres.
  - L'any següent, es publica un segon document: Costums sobre termenals, camins i aigües en terres de pagès. i alhora que recopilava els costums i coneixements silvícoles tradicionals.

### Foment de la divulgació científica
Set anys abans de la fundació de la Mancomunitat, des de la Diputació Prat de la Riba va crear l'Institut d'Estudis Catalans el 18 de juny de 1907. El primer objectiu llavors era el de modernitzar la llengua catalana, però l'horitzó era molt més ampli, ja que a banda de la Secció de Filologia també hi havia la d'Història-Arqueologia i la de Ciències. Una de les tasques era la de promocionar els intercanvis les altres 115 entitats acadèmiques exteriors amb les quals tenia relacions. A partir del 1915 va començar a convocar els Cursos Monogràfics d'Alts Estudis i d'Intercanvi, en el marc dels quals començaren a venir a Catalunya els científics més importants del moment: Albert Einstein, Bertrand Russell, Maria Montessori… L'IEC va consolidar la rellevància internacional quan fou admès a la Unió Acadèmica Internacional el 1923.

### Creació de la xarxa de biblioteques
La construcció d'una sèrie de biblioteques locals era en aquell moment una eina clau per fomentar l'accés de les classes populars a la cultura escrita. Prat de la Riba considerava que una biblioteca era «l'únic comú a tota mena de disciplines intel·lectuals», i per això va decidir crear una xarxa arreu de Catalunya. Per fer-la operativa era necessària també la formació de funcionaris experts en la matèria i per això encarregà la creació de l'Escola de Bibliotecàries el 1915, que començà al recinte de la Universitat Industrial.
Durant els anys en què va durar la Mancomunitat es van obrir les biblioteques de Valls, Canet de Mar, Sallent, Olot, les Borges Blanques, entre d'altres, totes elles dissenyades per l'arquitecte Lluís Planas i Calvet. A més a més, es va crear la Biblioteca Nacional de Catalunya (de pública concurrència a partir del 1914) per tal de facilitar la formació al més alt nivell, fomentar la recerca, recuperar el patrimoni documental i fer de biblioteca central del sistema bibliotecari. Gràcies a aquest doble programa el nombre d'usuaris de biblioteques va pujar de 4.634 a 43.797 entre 1914 i 1922. Tota aquesta tasca fou dirigida pel principal intel·lectual del Noucentisme, Eugeni d'Ors, i pel primer director de la Biblioteca nacional, Jordi Rubió i Balaguer, el qual va introduir a Catalunya (i a Espanya) el sistema de Classificació Decimal Universal.

### Normativització de la llengua catalana
A principis del segle XX el català era la llengua majoritària i natural de la gent, però no existia encara un estàndard ni unes normes. A més Enric Prat de la Riba era conscient que «de la cultura catalana l'Estat no se'n preocupa i les diputacions hem de suplir aquesta deficiència de l'Estat fomentant el conreu i perfeccionament de la llengua».
Quan es va crear l'IEC es van fer dos encàrrecs a la Secció Filològica liderada per Pompeu Fabra: sistematitzar unes regles d'escriptura i promocionar el català com a llengua d'ús científic, objectius que es van explicitar durant la constitució de l'Institut d'Estudis Catalans (IEC): «el restabliment i l'organització de tot el que es refereix a la cultura genuïnament catalana» i «la investigació científica de tots els elements de la cultura catalana». L'IEC va publicar les Normes ortogràfiques el 1913, dotant el català d'una ortografia formal. Immediatament es van generar grans i durs debats sobre algunes de les decisions ortogràfiques preses (el més aferrissat fou el d'escriure els plurals -es i no -as), però de mica en mica s'anaren acceptant: La Mancomunitat va adoptar de seguida el català de Fabra i va promocionar les seves obres: totes les seves institucions l'adoptaren com a llengua vehicular, des de les diverses escoles d'educació professional fins a les escoles de primària.
El 1916 la Mancomunitat va enviar una petició oficial per reconèixer la llengua catalana com a cooficial, tot adjuntant un detallat programa de normalització lingüística. La proposta va provocar queixes i pressions de la Real Academia Española, fins que el llavors president comte de Romanones va dir que mai donaria aquest reconeixement al català, perquè es feia servir com a emblema polític.

### Modernització de les arts
Els valors noucentistes i els treballs arqueològics de la Mancomunitat provocaren el renaixement dels gustos clàssics grecollatins entre les arts plàstiques, com ara l'escultura, la pintura, el gravat... El conjunt pictòric més reeixit del noucentisme fou precisament un encàrrec del president Prat de la Riba a Joaquim Torres Garcia per embellir el Saló de Sant Jordi amb un seguit de frescos al·legòrics que representaven la filosofia ideada per Eugeni d'Ors. Posteriorment els frescos foren tapats per la Dictadura.
- Escola Superior de Bells Oficis (1915), dirigida per Francesc Galí

Prat de la Riba, encara com a president de la Diputació de Barcelona, va donar suport al director i actor Adrià Gual per fundar l'Escola Catalana d'Art Dramàtic el 1913. La seva funció fou la de proporcionar formació tècnica als diversos oficis teatrals, i la de reunir un repertori d'obres clàssiques i modernes, europees i catalanes, que va renovar l'escena catalana del segle anterior. Es van reivindicar autors com ara Èsquil, Molière, Goethe, Shakespeare, Galdós, així com Guimerà, Maragall o Rusiñol.

### Estudi i protecció del patrimoni
Entre els valors del noucentisme destacaven tant l'interès pel passat clàssic com pel mediterranisme: per això la Mancomunitat estava interessada en la recerca de la presència grega a Catalunya, voluntat que es va materialitzar fomentant les excavacions arqueològiques a Empúries. Cal recordar que aquesta recerca de la «Catalunya grega» inicialment fou motiu de befa per part d'alguns personatges.
També va destinar molts esforços en la protecció de les pintures romàniques, especialment les de la Vall de Boí, traslladant-les al llavors Museu d'Art de Barcelona, dirigit per Joaquim Folch i Torres.
Precisament Folch tenia l'encàrrec de planificar el futur sistema museístic català, tasca que continuaria la Generalitat fundant el Museu d'Art de Catalunya el 1934.

### Estudi del país
La Mancomunitat de Catalunya va crear l'any 1914 el Servei Geogràfic i un Servei Geològic per a la realització del Mapa de Catalunya a escala 1:100 000. Malgrat l'impuls dels primers anys, amb l'arribada de la Dictadura el Servei Geològic fou suprimit, mentre que el Servei Cartogràfic va subsistir amb penes i treballs. Després de la Guerra Civil Espanyola passà a dependre de la Diputació de Barcelona i fou traspassat, l'any 1983, a l'Institut Cartogràfic de Catalunya.

#### Servei Meteorològic de Catalunya
El 31 de març de 1921, el Consell Permanent de la Mancomunitat de Catalunya va aprovar el decret que establia la creació del Servei Meteorològic de Catalunya, i Eduard Fontserè i Riba en va ser nomenat director. La Mancomunitat va assumir les despeses de funcionament i instal·lació, i el Servei va quedar sota la dependència científica de l'Institut d'Estudis Catalans. La seu del Servei ocupava el pis superior de l'edifici del rellotge de l'Escola Industrial. Des d'allà, recollia i tractava tant la informació subministrada pels observadors voluntaris com la informació rebuda de l'Estat Espanyol i els organismes internacionals que arribaven a través de la telegrafia sense fils. Fontserè va assistir, en representació de l'SMC, a diverses Conferències Internacionals de Directors de Serveis Meteorològics com a membre del màxim organisme rector de l'Organització Meteorològica Internacional, la Conferència de Directors.
Des de 1922 l'SMC va elaborar una previsió diària del temps, que es donava a conèixer a edificis públics i les centrals comarcals de la Mancomunitat. Des de 1927 va retransmetre la informació sobre l'estat del temps i la predicció per a Catalunya través de Radio Barcelona, una experiència pionera a Espanya i a Europa.
Durant els seus 17 anys d'existència, l'antic Servei va donar un impuls important a la meteorologia a Catalunya i, amb alguns dels seus treballs de caràcter científic, va adquirir un cert prestigi internacional. Entre els seus treballs de l'època destaquen la participació en l'elaboració de l'Atlas internacional dels núvols i dels estats del cel, la contribució a l'Any Polar Internacional (1932-33) amb la creació de dos observatoris d'alta muntanya a Sant Jeroni (Montserrat) i el Turó de l'Home (Montseny), i el disseny del pluviògraf Jardí. L'any 1939 amb l'inici del règim franquista, però, l'SMC va ser suprimit i els seus arxius i dependències requisats.

### Modernització de l'assistència social
La Mancomunitat va conviure amb uns moments d'alta conflictivitat social, amb un moviment obrer cada cop més radicalitzat i una burgesia conservadora. L'objectiu de la Mancomunitat fou assistir els més desafavorits, tot promovent tant la beneficència com la sanitat.
- Maternitat: El programa de Sanitat de la Mancomunitat es basava en principis d'accés universal a la cobertura sanitària. Un dels seus projectes més destacats fou la creació de la Casa de la Maternitat, un projecte que volia dignificar a la dona i oferir servei a tothom que no tingués mitjans per pagar-se un part. Per a professionalitzar-la, es va crear una escola de llevadores, ginecòlegs i puericultores, aconseguint baixar la mortalitat de nadons abandonats del 56,7 al 24,3% en 4 anys.[58] A Girona es va crear la Casa de la Misericòrdia, que donava asil a nadons sense família.[44]

- Higiene: Es van construir centenars de safaretjos als pobles, i es van crear les anomenades Brigades Sanitàries.[44]

- Escola d'Infermeres (1917).[59]

### Modernització de l'Administració Local
Prat de la Riba va crear el 1912 l'Escola d'Administració Local, d'on havia de sorgir un cos de funcionaris catalans i que en mantingué l'activitat fins al 1939. S'hi buscava una Administració Pública eficaç i moderna, que actués com a impuls modernitzador.

## Pressupost i finançament
Tot i que la partida pressupostària no arribava al 10% del total del pressupost, es va crear i consolidar un conjunt d'institucions culturals i científiques amb la finalitat de donar a la llengua i la cultura catalanes un prestigi cada vegada més gran, com ara l'Institut d'Estudis Catalans, la Biblioteca de Catalunya, l'Escola Industrial, l'Escola Superior de Belles Arts, l'Escola d'Alts Estudis Comercials, l'Escola de Bibliotecàries, l'Escola Superior d'Agricultura, l'Consell d'Investigació Pedagògica, l'Escola Montessori, l'Oficina d'Estudis Jurídics o l'Escola del Treball. Sota l'impuls de la Mancomunitat, l'Institut d'Estudis Catalans promulgà les Normes ortogràfiques de Pompeu Fabra i Poch l'any 1913, la Gramàtica catalana l'any 1918, i el Diccionari general de la llengua catalana l'any 1932.

## El regionalisme: nació catalana i Estat espanyol
En ocasió de les Eleccions Generals espanyoles del 9 d'abril de 1916, la Lliga Regionalista presentà el manifest Per Catalunya i l'Espanya gran que es proposava la conquesta de l'ideal iberista basat en la federació dels pobles peninsulars i la reorganització d'Espanya a través de la seva catalanització per equiparar-la amb els altres països europeus en el terreny tant econòmic, com polític i social. El 16 de juny de 1916 es va convocar una manifestació massiva a Barcelona on catalans de tots els àmbits, incloent el llavors president de la Mancomunitat, Josep Puig i Cadafalch, demanaven més autonomia per a Catalunya. Més endavant, impulsà una campanya a favor del projecte d'Estatut d'Autonomia de Catalunya de 1919, tot i que finalment no va tirar endavant. La corda es va començar a tensar progressivament fins que el 1918 el Govern espanyol va començar una campanya de boicot contra productes catalans, amenaces que s'anirien repetint fins al 1932. Casualment, el 2005 es va repetir una situació similar durant la negociació de l'Estatut de 2006.

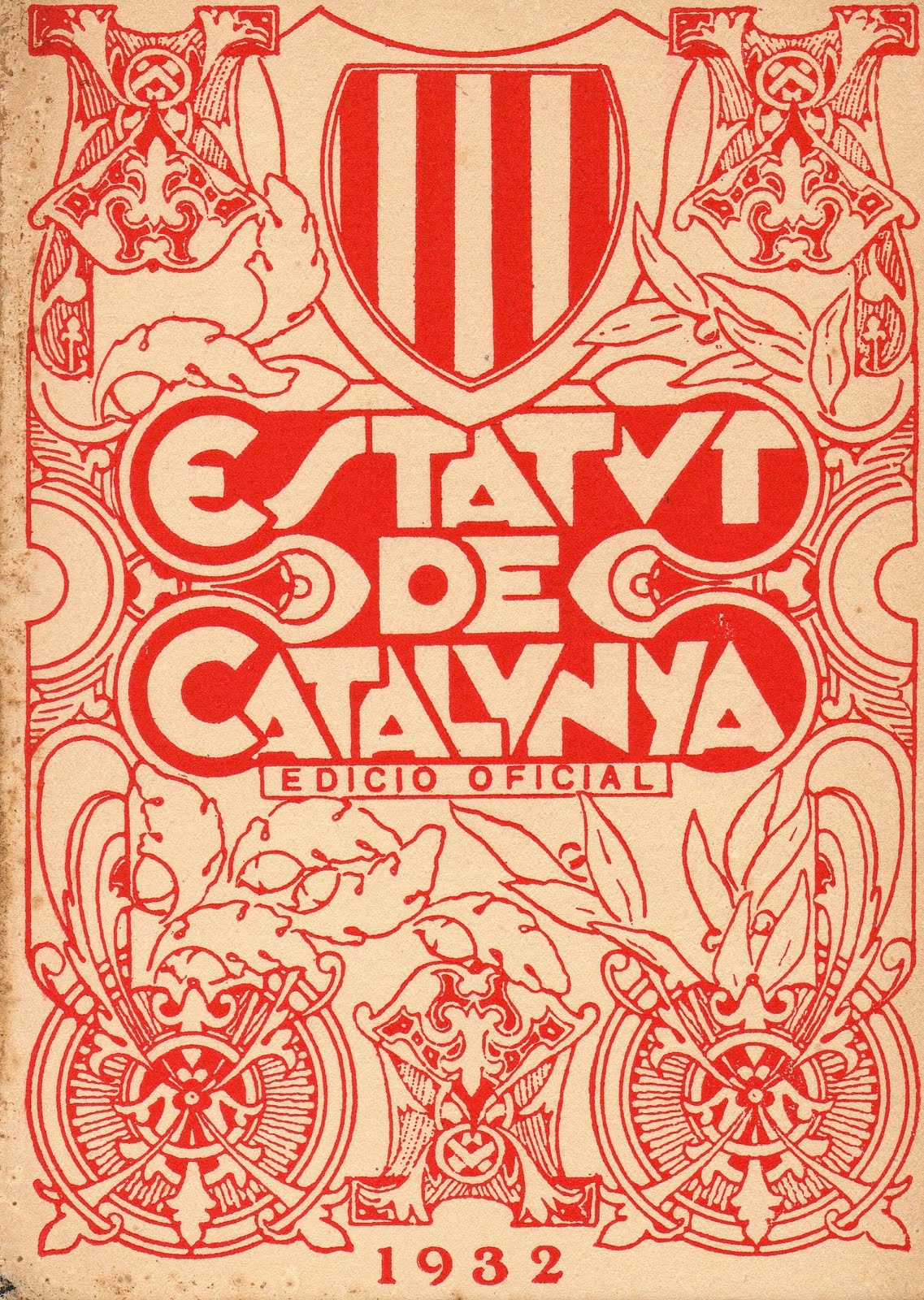
Portada de l'Estatut de Núria.

La Mancomunitat fou el primer intent de generar estructures d'Estat en tots els àmbits, des de l'alta cultura fins a l'acció social. Sense la Mancomunitat no s'hauria arribat a la recuperació de la Generalitat republicana. Els elements de continuïtat entre l'una i l'altra són superiors a les diferències derivades del canvi de marc polític general i de la correlació de forces. Durant la Mancomunitat, la secció informativa que apareixia a la premsa diària sobre la seva activitat portava el títol de «Palau de la Generalitat». Sovint es parlava del president de la Mancomunitat com a president de Catalunya. I en nom de tots els catalans la Mancomunitat va redactar i presentar el 1919 el primer projecte d'Estatut d'Autonomia, precedent de l'Estatut d'Autonomia de Catalunya de 1932, aprovat per les Corts republicanes el 1932.
La Mancomunitat va permetre treure Catalunya de l'estancament en què estava sumit l'Estat espanyol i europeïtzar el país, posant els millors professionals al front de les iniciatives i possibilitant l'entrada de noves idees i coneixent les noves experiències dels països més innovadors.